# شيموس إليوت
شيموس إليوت (بالإنجليزية: Seamus Elliott)‏ مواليد 4 يونيو 1934 في دبلن، الدولة الأيرلندية الحرة - الوفاة 4 مايو 1971 في دبلن، كان دراج أيرلندي في صنف سباق الدراجات على الطريق.

## سجل النتائج

### سباقات أو مراحل فاز بها
- طواف فرنسا

## الميداليات
| الميدالية | المسابقة                                    |
| --------- | ------------------------------------------- |
| فضية      | بطولة العالم لسباق الدراجات على الطريق 1962 |

## روابط خارجية
- شيموس إليوت على موقع أرشيف الدراجات (الإنجليزية)
- شيموس إليوت على موقع إحصائيات الدراجات الإحترافية (الإنجليزية)
- شيموس إليوت على موقع CycleBase (الإنجليزية)